# Leptasthenura setaria
Leptasthenura setaria е вид птица от семейство Furnariidae. Видът е почти застрашен от изчезване.

## Разпространение
Видът е разпространен в Аржентина и Бразилия.